# زوران ديميتريفيتش
زوران ديميتريفيتش (بالصربية: Зоран Чава Димитријевић)‏ هو لاعب كرة قدم صربي في مركز الوسط، ولد في 28 أغسطس 1962 في بلغراد في صربيا، وتوفي في 14 سبتمبر 2006 في نانت في فرنسا بسبب سرطان الحنجرة. لعب مع دينامو زغرب وسبارتاك سوبتيتسا ونادي بارتيزان ونادي ديجون.

## وصلات خارجية
- زوران ديميتريفيتش على موقع قاعدة بيانات كرة القدم.إي يو (الإنجليزية)